# TAKESHIS'
『TAKESHIS'』（タケシズ）は、北野武が監督を務めた12作目の日本映画。第62回ヴェネツィア国際映画祭コンペティション部門正式出品作品。
キャッチコピーは「500% KITANO」「たけしがたけしを演じる」「『たけし』が『たけし』に出会う」。

## あらすじ
北野は役者をしているがまったく芽が出ず、コンビニの店員をしながら生計を立てている。一方、顔が北野と瓜二つのビートたけしは芸能界の大物として裕福な生活を送っている。ある日二人は顔を合わせるが、その日を境に北野はビートたけしの演じる映画の世界へと迷い込んでいく。

## 配役
- ビートたけし - 北野 / ビートたけし 役
- 京野ことみ
- 岸本加世子
- 大杉漣
- 寺島進
- 美輪明宏
- 六平直政
- ビートきよし
- 津田寛治
- 石橋保
- 國本鍾建
- 上田耕一
- 高木淳也
- 芦川誠
- 松村邦洋
- 内山信二
- 渡辺哲
- 武重勉
- 木村彰吾
- THE STRiPES
- TOSHI
- DJ HANGER
- 仁科貴
- 早乙女太一
- 太田浩介
- 久保晶
- ゾマホン
- 馬場彰

## スタッフ
- 監督：北野武
- 製作：バンダイビジュアル、TOKYO FM、電通、テレビ朝日、オフィス北野
- 衣装：山本耀司
- 音楽：NAGI（掛川陽介・藤川祥虎）

## 作品解説
たけし曰く「100人の評論家が見て、7人しか分からない映画」。公開前の情報が全く無かったことについて「内緒で撮っていた」とも語っていた。
映画のアイデアは自身が監督を務めた『ソナチネ』の頃から温めていたらしく、仮タイトルは『フラクタル』で、タクシー運転手を主人公とした映画にするつもりだった。
たけしは、第30回モスクワ映画祭特別功労賞を受賞した際のインタビューで、『監督・ばんざい!』とこの映画は自分が一番沈んだ最低のときに製作した映画だと語った。自分が求める芸術と日本の低評価の間で悩み、同時に2つ手に入らないものを求めるうちに「自分の映画が自分自身を壊していく」と感じ、その葛藤のなかで製作したのだという。また、「『TAKESHIS'』はひょっとしたら、『武、死す』かもしれない」とも語っている。

## 公開
2005年のヴェネツィア国際映画祭で監督名も作品名も事前に伏せて初上映された。

## 評価
その実験的手法は賛否両論を巻き起こしている。幻覚的な、奇妙な描写が多い。

## 受賞
- 第15回東京スポーツ映画大賞 主演男優賞（ビートたけし）・助演男優賞（寺島進）
- 2005年度文春きいちご賞 第2位